# عملة 50 ريال يمني
تُعد عملة 50 ريال يمني أحد الفئات النقدية للريال اليمني.

## الإصدارات الورقية
| الإصدار | الصورة   | الصورة  | القيمة  | اللون الأساسي | الوصف                   | الوصف              |
| الإصدار | الأمامية | الخلفية | القيمة  | اللون الأساسي | الوجه الأمامي           | الوجه الخلفي       |
| ------- | -------- | ------- | ------- | ------------- | ----------------------- | ------------------ |
| 2009    |          |         | 50 ريال | أخضر زيتوني   | تمثال الملك كرب إيل وتر | مدينة شبام، حضرموت |

## طالع أيضًا
- قائمة النقود المعدنية اليمنية